# انیمیشن تلویزیونی دیزنی
انیمیشن تلویزیونی دیزنی (انگلیسی: Disney Television Animation، DTVA، دیزنی تله‌ویژن انیمیشن) یک استودیو پویانمایی آمریکایی است که مجموعه‌های تلویزیونی پویانمایی، فیلم‌های تلویزیونی، فیلم‌های ویژهٔ تلویزیونی و پروژه‌های دیگر را برای تلویزیون والت دیزنی ایجاد، توسعه و تولید می‌کند. این شرکت بازوی تولید پویانمایی تلویزیونی از بخش محتوای سرگرمی عمومی دیزنی  از دیزنی برندد تلویژن است که در نهایت متعلق به شرکت والت دیزنی است.
این شرکت در در ۵ دسامبر سال ۱۹۸۴ تشکیل شد و نام آن در طول سازماندهی مجدد شرکت والت دیزنی و پس از ورود مایکل آیزنر به عنوان مدیر عامل شرکت در آن زمان از نام اصلی گروه انیمیشن تلویزیونی والت دیزنی پیکچرز در سال ۱۹۸۷ به انیمیشن تلویزیونی والت دیزنی تغییر کرد و در نهایت در سال ۲۰۱۱ به انیمیشن تلویزیونی دیزنی کوتاه شد.

## زمینه
شرکت والت دیزنی اولین بار در اوایل سال ۱۹۵۰ با برنامه ویژه کریسمس یک ساعته یک ساعت در سرزمین عجایب وارد صنعت تلویزیون شد. پس از آن، یک فیلم ویژهٔ کریسمس در ۱۹۵۱ با عنوان نمایش کریسمس والت دیزنی، یک گلچین طولانی (۲۰۰۸–۱۹۵۴)، دنیای شگفت‌انگیز دیزنی (که اولین سریال معمولی دیزنی به‌طور کلی بود)، برنامه رنگارنگ کودکانه باشگاه میکی‌ماوس و مجموعه ماجراجویی زورو (۱۹۵۷–۱۹۵۹). با این حال، یک عنصر در گسترش دیزنی به تلویزیون وجود نداشت: یک مجموعهٔ تلویزیونی پویانمایی اصلی. تا اوایل دهه ۱۹۸۰، استودیو هرگز برنامه‌های انیمیشن اصلی خود را در داخل تولید نکرده بود، زیرا والت دیزنی احساس می‌کرد که از نظر اقتصادی غیرممکن است. پویانمایی‌های تلویزیونی پیش از ۱۹۸۵ عموماً یک جمع‌بندی از سگمنت‌های خرد بودند که برای پر کردن شکاف در بین موارد تئاتری تا دنیای شگفت‌انگیز دیزنی ایجاد شده بودند. اسامو تزوکا در نمایشگاه جهانی ۱۹۶۴ با والت ملاقات کرد، در آن زمان دیزنی گفت که او امیدوار است روزی چیزی شبیه به آسترو بوی از تزوکا بسازد، اما متأسفانه هیچ نتیجه‌ای حاصل نشد.